# Michael Price
Michael Price es un guionista y productor de televisión estadounidense.

## Biografía
Price creció en South Plainfield, en Nueva Jersey y estudió en la Universidad Montclair State y en Tulane University.
Es principalmente reconocido por su trabajo en Los Simpson. También ha trabajado como guionista en Los PJ, Teen Angel, Homeboys in Outer Space, The Newz y One Minute to Air, además de haber trabajado como guionista y coproductor ejecutivo en la serie de ABC Teacher's Pet. También participó en Los Simpson: la película.

## Filmografía

### Productor
- Los Simpson (coproductor ejecutivo) (15 episodios, 2005-2008) (supervisor de producción) (2 episodios, 2001-2003) (productor) (episodios desconocidos, 2001)
- Teacher's Pet (2000) (coproductor ejecutivo) (episodios desconocidos)
- Los PJ (supervisor de producción) (3 episodios, 2000) (productor) (episodios desconocidos, 1999)
- Smart Guy (1997) (asesor de producción) (episodios desconocidos)

### Escritor
- Los Simpson (18 episodios, 2003-2016)
  - Much Apu About Something
  - My Mother the Carjacker - Nominado para un premio WGA en la categoría de animación.[1]
  - 'Tis The Fifteenth Season
  - Mommie Beerest - Ganador de un premio WGA en la categoría de animación.[2]
  - My Fair Laddy
  - Yokel Chords - Ganador de un primo Annie com "La mejor música en una producción animada de televisión"[3]
  - The Boys of Bummer
  - Funeral for a Fiend
  - E. Pluribus Wiggum
  - How the Test Was Won
  - American History X-cellent
  - The Fool Monty
  - At Long Last Leave - el episodio número 500 del show
  - Them, Robot
  - Penny Wiseguys
  - Dangers on a Train
  - You Don't Have to Live Like a Referee
  - Walking Big & Tall

- Los Simpson: la película (2007)
- What About Joan (2001) (episodios desconocidos)
- Teacher's Pet (2000) (episodios desconocidos)
- Los PJ (1999) (episodios desconocidos)
- Teen Angel (3 episodios, 1997)
- Homeboys in Outer Space (1 episodio, 1997)
- One Minute to Air (1996)
- The Newz (1994)

### Banda sonora
- Los Simpson (1 episodio, 2006)

### Actor
- Los PJ (1 episodio, 1999)

### Miscelánea
- Teen Angel (1997) (editor de la historia) (episodios desconocidos)